# Argostemma nervosum
Argostemma nervosum är en måreväxtart som beskrevs av Henry Nicholas Ridley. Argostemma nervosum ingår i släktet Argostemma och familjen måreväxter. Inga underarter finns listade i Catalogue of Life.